# Воинские звания и знаки различия сухопутных войск Египта
Воинское звание сухопутных войск Египта — определяет положение (права, обязанности) военных сухопутных войск Египта по отношению к другим военным. Воинское звание присваивается гражданам как признание их заслуг, особых отличий, служебной квалификации.
Знаками различия военнослужащих по званию в армии Египта являются погоны.

## История
Военная форма одежды, воинские звания и знаки различия военнослужащих армии Египта были введены в действие после Июльской революции в Египте в 1952 году и свержения монархии. В 1958 году изображение короны как символа Королевства Египет была заменена на Орла Саладина (новый герб) и система турецко-египетских званий была заменена на арабские.
Действующая система знаков различия и званий основана на британской, как и в большинстве стран мира, когда-либо находившихся под властью Британской короны.
Как и в большинстве стран мира, в сухопутных войсках Египта звания подразделяются на офицерские звания и звания сержантского и рядового состава.

## Воинские звания и знаки различия
Военнослужащие Сухопутных войск Египта с 1958 года имеют следующие звания и знаки различия:

### Офицерские звания и знаки различия
| Офицерские звания и знаки отличия Сухопутных войск Египта | Офицерские звания и знаки отличия Сухопутных войск Египта | Офицерские звания и знаки отличия Сухопутных войск Египта | Офицерские звания и знаки отличия Сухопутных войск Египта | Офицерские звания и знаки отличия Сухопутных войск Египта | Офицерские звания и знаки отличия Сухопутных войск Египта | Офицерские звания и знаки отличия Сухопутных войск Египта | Офицерские звания и знаки отличия Сухопутных войск Египта | Офицерские звания и знаки отличия Сухопутных войск Египта | Офицерские звания и знаки отличия Сухопутных войск Египта | Офицерские звания и знаки отличия Сухопутных войск Египта |
| Лейтенант                                                 | Первый лейтенант                                          | Капитан                                                   | Майор                                                     | Подполковник                                              | Полковник                                                 | Бригадир                                                  | Генерал-майор                                             | Генерал-лейтенант                                         | Генерал                                                   | Фельдмаршал                                               |
| ملازم                                                     | ملازم أول                                                 | نقيب                                                      | رائد                                                      | مقدم                                                      | عقيد                                                      | عميد                                                      | لواء                                                      | فريق                                                      | فريق أول                                                  | مشير                                                      |
| Molazim                                                   | Molazim awwal                                             | Naqib                                                     | Ra’id                                                     | Moqaddim                                                  | 'aqid                                                     | 'amid                                                     | Liwaa'                                                    | Fariq                                                     | Fariq awwal                                               | Moshir                                                    |
| --------------------------------------------------------- | --------------------------------------------------------- | --------------------------------------------------------- | --------------------------------------------------------- | --------------------------------------------------------- | --------------------------------------------------------- | --------------------------------------------------------- | --------------------------------------------------------- | --------------------------------------------------------- | --------------------------------------------------------- | --------------------------------------------------------- |
|                                                           |                                                           |                                                           |                                                           |                                                           |                                                           |                                                           |                                                           |                                                           |                                                           |                                                           |
|                                                           |                                                           |                                                           |                                                           |                                                           |                                                           |                                                           |                                                           |                                                           |                                                           |                                                           |

- Командующий сухопутными войсками Египта имеет звание, равное генерал-полковнику
- Звание Фельдмаршала присваивается только Верховному главнокомандующему Вооруженными Силами Египта.

### Звания и знаки отличия сержантского и рядового состава
| Звания и знаки различия сержантского и рядового состава | Звания и знаки различия сержантского и рядового состава | Звания и знаки различия сержантского и рядового состава | Звания и знаки различия сержантского и рядового состава | Звания и знаки различия сержантского и рядового состава | Звания и знаки различия сержантского и рядового состава |
| ------------------------------------------------------- | ------------------------------------------------------- | ------------------------------------------------------- | ------------------------------------------------------- | ------------------------------------------------------- | ------------------------------------------------------- |
| Рядовой                                                 | Капрал                                                  | Сержант (контроллер)                                    | Первый сержант                                          | Помощник                                                | Первый помощник                                         |
| جندي                                                    | عريف                                                    | رقيب                                                    | رقيب أول                                                | مساعد                                                   | مساعد أول                                               |
| Jondi                                                   | 'arif                                                   | Raqib                                                   | Raqib awwal                                             | Mosa’id                                                 | Mosa’id awwal                                           |
|                                                         |                                                         |                                                         |                                                         |                                                         |                                                         |